# Ibrahima Sory Sankhon
Ibrahima Sory Sankhon (Forécariah, 1 januari 1996) is een Guinees voetballer die sinds 2021 uitkomt voor RWDM. Sankhon is een verdediger.

## Clubcarrière

### Guinee
Sankhon werd in zijn thuisland Guinee opgeleid door Santoba FC, waar hij in 2011 zijn eerste contract ondertekende. In 2015 ging hij testen bij KAA Gent, maar hij werd er doorgestuurd. In datzelfde jaar maakte hij de overstap naar de Guinese topclub Horoya AC, waarmee hij drie keer op rij landskampioen werd. In 2018 plaatste Sankhon zich met Horoya voor de groepsfase van de CAF Champions League. Sankhon was er echter niet meer bij toen de club in september 2018 de kwartfinale speelde, want in juni 2018 verhuisde hij naar de Belgische eersteklasser Sint-Truidense VV. In januari 2018 kon hij ook al rekenen op interesse van Beerschot VA.

### STVV
Bij STVV moest hij aanvankelijk wennen aan het Europese voetbal – met name aan de tactische discipline –, maar vanaf januari 2019 werd Sankhon een vaste waarde bij de Truienaars. De Guineeër kwam destijds aan als middenvelder, maar werd op Stayen omgeschoold tot verdediger – net zoals zijn landgenoot Mory Konaté, al keerde die later weer terug naar het middenveld. In het seizoen 2019/20, dat vanwege de coronapandemie werd ingekrimpt, speelde hij 25 van de 29 competitiewedstrijden: naast de drie eerste speeldagen, toen hij niet fit was, miste hij enkel de wedstrijd tegen KRC Genk op de zeventiende competitiespeeldag vanwege een gele schorsing.
Ook in het seizoen 2020/21 was Sankhon aanvankelijk een vaste waarde in de Truiense verdediging, maar daar bracht de komst van Peter Maes verandering in. In de debuutwedstrijd van Maes (een 1-2-nederlaag tegen Sporting Charleroi) kreeg hij nog een basisplaats. Ook een week later kreeg Sankhon tegen Zulte Waregem een basisplaats, maar nog voor het halfuur haalde Maes de Guineeër – die al vroeg in de wedstrijd een gele kaart had gepakt – naar de kant voor Pol García. Maximiliano Caufriez schoof hierdoor op naar de rechterflank en groeide met een assist en een doelpunt uit tot man van de wedstrijd. Caufriez, die STVV op die manier zijn eerste uitzege van het seizoen bezorgde, schoof na deze wedstrijd definitief op naar de positie van rechtsachter. Toen Caufriez kort erna een paar weken aan de kant moest blijven door een schorsing, koos Maes ervoor om Chris Durkin – net als Sankhon opgeleid als middenvelder – te gebruiken als rechtsachter. Sankhon kwam nooit meer verder dan invalbeurten van een paar minuten.
Toen Sankhon vlak na zijn invalbeurt tegen KAA Gent op de 22e competitiespeeldag net buiten de zestien een duwfout op Alessio Castro-Montes beging, leverde dat een vrije trap op waaruit de Gentenaars in extremis nog gelijkmaakten. Maes nam de schuld hiervoor op zich en zette Sankhon uit de wind, maar maakte nadien wel nooit meer gebruik van de Guineeër. Zijn aflopende contract werd dan ook niet verlengd.

### RWDM
In augustus 2021 ondertekende Sankhon een contract voor twee seizoenen met optie op een derde bij de Belgische tweedeklasser RWDM. Vanwege administratieve problemen moest hij even wachten op zijn officiële debuut bij de Molenbekenaars. Uiteindelijk maakte hij pas op 22 oktober 2021 zijn officiële debuut: op de negende competitiespeeldag kreeg hij tegen Excel Moeskroen een basisplaats van trainer Vincent Euvrard. Sankhon, die voor de rechtsachterpositie in balans lag met Jarno Libert, speelde in zijn debuutseizoen 13 van de 28 competitiewedstrijden en trad ook aan in de barragewedstrijden tegen RFC Seraing, waarin RWDM net naast de promotie naar de Jupiler Pro League greep.

## Interlandcarrière
Sankhon speelde op 22 juni 2015 zijn eerste interland voor Guinee tegen Liberia. Hij nam zowel in 2016 als in 2018 deel aan de African Championship of Nations met zijn land.